# وعاء ميرون

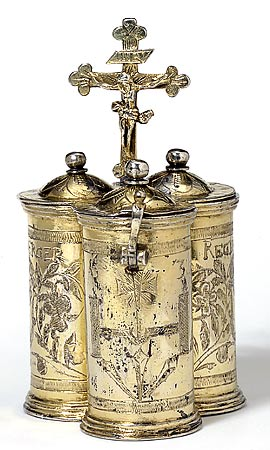
وعاء المَيْرُون 1636 (مطلي بالفضة متحف فكتوريا وألبرت لندن)

وعاء المَيْرُون أو وعاء الزيت المقدس وعاء للميرون التي تعتبر سرًا مقدسًا في الكنيسة الكُثلية.